# Alice Scherrer-Baumann
Pour les articles homonymes, voir Scherrer et Baumann.
Alice Scherrer-Baumann, née le 12 janvier 1947 à Lutzenberg (originaire de Mosnang), est une personnalité politique suisse, d'abord sans parti, puis membre du Parti radical-démocratique.
Elle est l'une des deux premières femmes, aux côtés de Marianne Kleiner, à siéger au Conseil d'État du canton d'Appenzell Rhodes-Extérieures, de 1994 à 2006.

## Biographie

### Origines et famille
Alice Scherrer-Baumann naît Alice Baumann le 12 janvier 1947 à Lutzenberg, dans le canton d'Appenzell Rhodes-Extérieures. Elle est originaire de Mosnang, dans le canton de Saint-Gall. Elle a une sœur.
Son père, Jakob Baumann, est policier ; sa mère, née Alice Niederer, est couturière pour dames et ménagère.
Elle épouse l'instituteur Erich Scherrer en 1980, avec qui elle a deux enfants.

### Études et parcours professionnel
Après l'école primaire à Lutzenberg et l'école secondaire à Rheineck, elle s'inscrit en 1964 à l'école normale Mariaberg à Rorschach, dont elle sort diplômée en 1968. Elle est ensuite institutrice à l'école primaire de Grub de 1968 à 1974.
Elle complète sa formation à l'école normale secondaire de Saint-Gall de 1975 à 1977, puis enseigne jusqu'en 1992 à l'école secondaire pour filles Blumenau à Saint-Gall.
De 1987 à 1991, elle donne aussi des cours d'allemand et d'instruction civique à l'école de soins infirmiers pédiatriques de Saint-Gall.

### Parcours politique
Alice Scherrer-Baumann fait ses premiers pas en politique en 1987 comme conseillère communale (exécutif) sans parti à Grub. Elle y dirige les affaires scolaires jusqu'en 1994.
De 1991 à 1995, elle est membre de la Constituante d'Appenzell Rhodes-extérieures et députée de Grub au Conseil cantonal d'Appenzell Rhodes-Extérieures à partir de 1993.
Le 24 avril 1994, elle est élue par la Landsgemeinde au Conseil d'État du canton d'Appenzell Rhodes-Extérieures. Première femme à y siéger, aux côtés de Marianne Kleiner, elle y dirige le département de la santé et du social, où elle se distingue comme spécialiste de la politique sanitaire intercantonale. En 2003, elle devient présidente du gouvernement d'Appenzell Rhodes-extérieures, avec le titre de Landammann. Elle démissionne du gouvernement en 2006.
Après avoir adhéré au Parti radical-démocratique de son canton en 1995, elle en cofonde en 1999 la section de Grub. Elle préside par ailleurs la Conférence des directeurs cantonaux de la santé de 1999 à 2002.

### Autres activités
De 1998 à 2002, elle préside le comité stratégique du projet Expo 2027 pour l'organisation d'une exposition nationale en Suisse orientale.
De 2004 à 2015, elle enseigne la gouvernance hospitalière à l'institut pour la direction et la gestion du personnel de l'Université de Saint-Gall, où elle contribue à créer le Female Board Pool, réseau visant à augmenter la proportion de femmes dans les conseils d'administration.
Après s'être retirée de la politique, elle devient membre du conseil du département santé de la Haute école spécialisée bernoise et de divers conseils d'administration dans le secteur hospitalier et dans le domaine la santé, notamment de Psychiatrie Baselland (présidente à partir de 2013), de la clinique Hirslanden à Heiden (de 2009 à 2017), de la caisse-maladie Concordia (de) et de l'Hôpital cantonal de Bâle-Campagne (de).